# Honeywell RQ-16

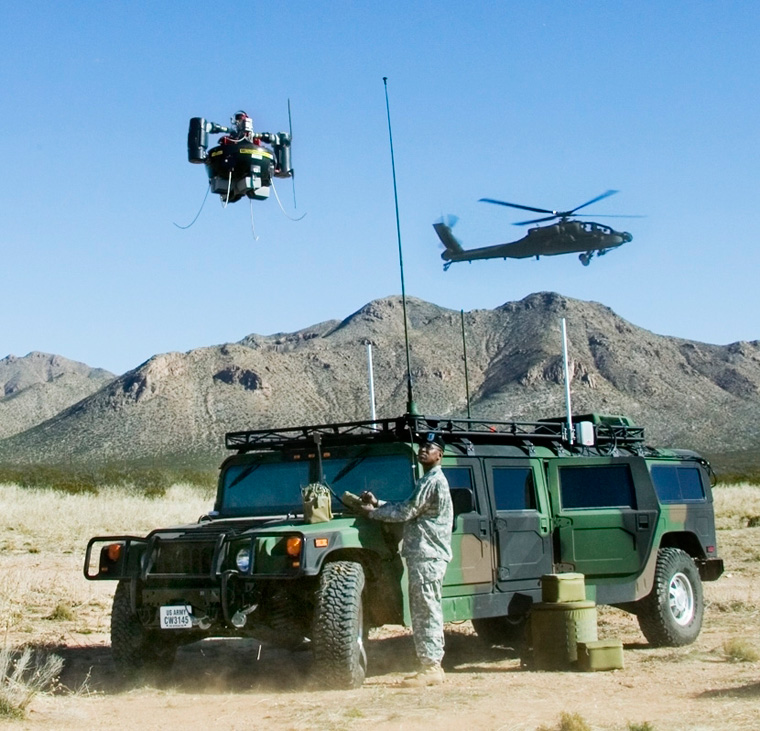
Class I UAV (links oben)

Die Honeywell RQ-16A T-Hawk ist eine tragbare, ferngesteuerte senkrecht startende VTOL-Mikro-Aufklärungsdrohne der US-Streitkräfte. 

## Beschreibung
Sie wiegt weniger als sieben Kilogramm und ist in der Lage, im Häuserkampf gegnerische Stellungen und Bewegungen aufzuklären. Mit der Beendigung des Future-Combat-System-Programms durch Verteidigungsminister Robert Gates wurde das Projekt in das Nachfolgeprogramm Brigade Combat Team Modernisation überführt.
Die Drohne ist in der Lage, autonom zu fliegen und zu navigieren. Neben der Aufklärung dient sie als Kommunikationsrelais für den Infanterietrupp in schwierigem Gelände. Das komplette System (eine Drohne, eine Kontrolleinheit und Einzelteile) passt in einen Rucksack und wiegt 20 Kilogramm. Es kann auch von Fahrzeugen aus bedient werden. Die Drohne kann 50 Minuten lang in der Luft bleiben und eine Flughöhe von bis zu 3000 Metern erreichen.

## Entwicklung
Die Entwicklung der T-Hawk begann 2003, nachdem DARPA das „Micro Air Vehicle“-Programm (MAV) startete. Honeywell unterbreitete einige Vorschläge und erhielt einen Konstruktionsauftrag über 40 Millionen US-Dollar. Dieser sah den Bau eines Technologiedemonstrators vor und wurde in den Rahmen des Future Combat Systems der US-Army eingegliedert. Noch bevor der erste Prototyp fertiggestellt wurde, erhielt Honeywell im Mai 2006 für 61 Millionen US-Dollar den Auftrag für ein weiterentwickeltes Advanced Micro Air Vehicle.

## Einsatz
2007 orderte die US-Navy 20 MAVs und setzte diese ab dem 26. Januar 2008 im Irak ein. Dabei zeigte sich, dass sie sich gut für die Suche nach Sprengfallen eignen. Dies führte dazu, dass die US-Navy im Januar 2008 überraschend 372 MAVs orderte und dabei die offizielle Bezeichnung RQ-16A T-Hawk vergab.
Am 10. November 2008 bestellte die US-Armee für $65 Millionen bei Honeywell 90 Micro Air Vehicles (MAV) Block II, die 2009 ausgeliefert werden sollten. In Tests zeigte sich, dass Class 1 im Einsatz von offensiven Startpunkten aus als zu sperrig, zu schwer und zu laut wahrgenommen und daher von den testenden Soldaten die Flugdrohne Raven bevorzugt wurde. Als Folge hiervon wurde im Januar 2011 die Arbeit am Projekt eingestellt und es im Februar stillgelegt.
Im Januar 2009 kündigten die britischen Streitkräfte an, dass sie fünf komplette T-Hawk-Systeme beschaffen möchten.
Bei der Nuklearkatastrophe von Fukushima wurde eine T-Hawk zur Datensammlung eingesetzt, dabei kam es im Juni 2011 zu einer Notlandung auf einem Reaktorgebäude.

## Technische Daten
| Kenngröße               | Daten |
| ----------------------- | --- |
| Maximales Startgewicht: | 8,4 kg |
| Höchstgeschwindigkeit:  | 130 km/h |
| Maximale Flughöhe:      | 3.200 m |
| Einsatzdauer:           | 40 Minuten |
| Antrieb:                | Fünfflügeliger Mantelpropeller von einem 3W-56 Zweizylinder-Boxermotor mit 56 cm³ Hubraum und 4 PS Leistung angetrieben |